# 피오트르 키에우피코프스키
피오트르 안제이 키에우피코프스키(폴란드어: Piotr Andrzej Kiełpikowski, 1962년 11월 27일~)는 폴란드의 펜싱 선수, 심판으로 주 종목은 플뢰레이다. 올림픽에 3회 참가했고 |1992년 하계 올림픽에서 남자 단체전 동메달, 1996년 하계 올림픽에서 남자 단체전 은메달을 획득했다. 또한 세계 선수권 대회에서 금메달 1개, 은메달 2개, 동메달 6개를 획득했다.